# 森貢
森 貢（もり みつぐ、1908年（明治41年）5月5日 - 1960年（昭和35年））は、日本の海軍軍人、海軍航空隊戦闘機搭乗員。操練14期出身、最終階級は中尉。第二次世界大戦中には古豪の撃墜王の1人として知られた。

## 略歴
1927年（昭和2年）、横須賀海兵団に入団、1928年（昭和3年）7月、第14期操縦練習生となり、1929年（昭和4年）5月卒業。
1932年（昭和7年）の上海事変で空母「加賀」乗組み戦闘機隊として出動、上海飛行場に進出し、地上直協、哨戒任務に当たる。しかし、間もなく停戦したため交戦なく引き上げた。
以後、大村海軍航空隊、空母「赤城」戦闘機隊、横須賀海軍航空隊、館山海軍航空隊で勤務。日中戦争勃発のため1空曹として1938年1月末付で中国戦線の第十三航空隊に発令され、2月頭に着任。
1938年2月18日、漢口爆撃に向かう一連空の九六陸攻15機の援護隊（九六艦戦11機（12空5機、13空6機）、長：金子隆司大尉）第三小隊長として参加。13時、目標の王家墩飛行場にて迎撃に上がった中国空軍第4大隊（長：李桂丹上尉）のI-152 19機、I-16 10機と交戦し、I-15 3機、I-16 1機の計4機を撃墜するが、うちI-15 2機は肩透かしによる正面衝突である。中国側の記録によれば、第22中隊の呉鼎臣少尉と第23中隊の李鵬翔中尉と思われる。
しかしこの時、森も左燃料タンクを撃たれ、蕪湖飛行場（Q基地）に着陸したときには右タンクも燃料ゼロの状態だった。
3月に第十二航空隊に統合以降も、漢口、南昌での空中戦に参加。この戦功により下士官では異例の功五級金鵄勲章を授与されるも、撃墜数は記録不明。
1939年（昭和14年）1月、本土帰還し鈴鹿空教員勤務。
1940年5月、空曹長に昇進後、予備役に編入されたが即日召集された。太平洋戦線は1942年7月に2航戦の空母「飛鷹」戦闘機隊に配属され、34歳で最前線に復帰。10月に激戦のソロモン戦線に進出、空母飛鷹の機関故障帰国後、隊はラバウル、ブイン基地で1ヶ月間残留し、連続して陸攻を掩護しガダルカナル攻撃に参加。10月11日にはF4Fを撃墜。14日には艦爆1機を撃墜後、被弾不時着して救助された。
1943年4月の「い」号作戦で再度ラバウル戦線に参加、2機を撃墜する。翌月1943年5月に本土帰還、少尉昇進し、海軍航空技術廠で開発テストパイロット勤務。
1944年8月に中尉昇進と同時に36歳で退役。終戦時生存。以降は郷里静岡に帰郷するも、1960年（昭和35年）に病死。
公認撃墜数は中国戦線で4機以上（不明）、太平洋戦線で5機。

## 参考
- 秦 郁彦, 伊沢 保穂『日本海軍戦闘機隊〈2〉エース列伝』大日本絵画、2011年。ISBN 978-4-499-23045-2。